# Dasytrogus petrovitzi
Dasytrogus petrovitzi är en skalbaggsart som beskrevs av Nikolajev och Kabakov 1977. Dasytrogus petrovitzi ingår i släktet Dasytrogus och familjen Melolonthidae. Inga underarter finns listade i Catalogue of Life.